# Slobidka, Nemîriv
Slobidka (în ucraineană Слобідка) este un sat în comuna Raihorod din raionul Nemîriv, regiunea Vinnița, Ucraina.

## Demografie
Componența lingvistică a localității Slobidka
     Ucraineană (92,98%)
     Rusă (3,51%)
     Română (3,51%)
Conform recensământului din 2001, majoritatea populației localității Slobidka era vorbitoare de ucraineană (92,98%), existând în minoritate și vorbitori de rusă (3,51%) și română (3,51%).